# Dipturus flavirostris
Dipturus flavirostris är en rockeart som först beskrevs av Philippi 1892.  Dipturus flavirostris ingår i släktet Dipturus och familjen egentliga rockor. Inga underarter finns listade i Catalogue of Life.